# Бирдмор WD.III
Бирдмор WD.III (енгл. Beardmore WD.III (SB.III)) је британски морнарички ловац. Авион је први пут полетео 1917. године. 

Највећа брзина у хоризонталном лету је износила 15 km/h. Размах крила је био 7,62 метара а дужина 6,16 метара. Маса празног авиона је износила 407 килограма а нормална полетна маса 585 килограма.

## Наоружање
| Наоружање авиона: Бирдмор      |     |
| Ватрено (стрељачко) наоружање  |     |
| Топ                            |     |
| Митраљез                       |     |
| Број и ознака митраљеза        | 1   |
| Калибар                        | 7,7 |
| Бомбардерско наоружање (бомбе) |     |
| Ракетно наоружање (ракете)     |     |